# AMD K8
K8 — x86 сумісна мікроархітектура центрального процесора, розроблена корпорацією AMD. Вперше представлена 22 квітня 2003: були випущені перші процесори Opteron, призначені для серверного ринку. На основі цієї мікроархітектури випускалися сімейства мікропроцесорів Opteron, Athlon 64, Athlon 64 X2, Turion 64. Є кардинально переробленим, значно поліпшеним і розширеним варіантом мікроархітектури попереднього покоління AMD K7. У нових процесорах вдалося подолати ряд проблем, що були ахіллесовою п'ятою K7, а також внесено низку принципово нових рішень.

## Мікроархітектура
Мікропроцесори K8 є суперскалярними, мультиконвеєрними процесорами з пророкуванням розгалужень і спекулятивним виконанням. Як і процесори AMD K7 і Intel P6 вони теоретично здатні виконувати до 3-х інструкцій за один такт. Як і будь-який сучасний x86-процесор, K8 спочатку перекодовує зовнішній складний CISC набір x86 інструкцій у внутрішні RISC-подібні мікрооперації, які, у свою чергу, вже йдуть на виконання. Для підвищення продуктивності в рамках мікроархітектури реалізовано спекулятивне виконання з пророкуванням розгалужень і Out-of-Order запуском мікрооперацій, для зниження впливу залежностей за даними використовуються техніки перейменування регістрів, Result forwarding і ряд інших.